# Helge Muxoll Schrøder
Helge Muxoll Schrøder, danski veslač, * 27. november 1924, Horsens, Danska, † 2. marec 2012, Jonstorp, Švedska.
Schrøder je za Dansko nastopil na Poletnih olimpijskih igrah 1948 in 1952. V Londonu je s četvercem brez krmarja osvojil srebrno medaljo.
Leta 1952 je bil z danskim osmercem izločen v polfinalnem repesažu.